# Aruitemo aruitemo
Still Walking (歩いても 歩いても, Aruitemo aruitemo) és una pel·lícula dramàtica japonesa de 2008 editada, escrita i dirigida per Hirokazu Koreeda. El film va ser aplaudit per la crítica i va guanyar el Premi Astor de Oro a la millor pel·lícula del Festival Internacional de Cinema de Mar del Plata de 2008.

## Argument
La família Yokoyama es reuneix cada any per a recordar la figura del germà major, Junpei, que accidentalment va morir ofegat en salvar a un nen. Al pare Kyohei, un doctor retirat, i la seva mare Toshiko se'ls uneix el seu fill supervivent Ryota, que fa poc s'ha casat amb una vídua (Yukari) amb un fill petit (Atsushi), i la seva filla Chinami, el seu espòs i els seus dos fills. A Ryota el molesta saber que Junpei era el fill favorit, les pertinences del qual encara no han estat tocades per Toshiko, i que els seus pares atribueixen records positius d'ell a Junpei; un amargat Kyohei, que encara està de dol pel seu fill, sempre s'ha sentit decebut que Ryota es dediqués a la restauració d'art en lloc de convertir-se en metge i fer-se càrrec del negoci familiar com Junpei. Mentrestant, Chinami impulsa la idea de mudar-se amb la seva família a la casa dels seus pares ancians per a poder cuidar-los.

## Repartiment
- Hiroshi Abe com Ryota Yokoyama
- Yui Natsukawa com Yukari Yokoyama
- You com Chinami Kataoka
- Kazuya Takahashi com Nobuo Kataoka
- Shohei Tanaka com Atsushi Yokoyama
- Susumu Terajima com repartidor de Sushi
- Kirin Kiki com Toshiko Yokoyama
- Yoshio Harada com Kyohei Yokoyama

## Acolliment de la crítica
Still Walking va rebre l'elogi de la crítica. L'agregador de ressenyes Rotten Tomatoes informa d'una puntuació d'aprovació del 100% basada en 64 ressenyes, amb una  mitjana ponderada de 8,32/10. El consens del lloc diu: "La pel·lícula d'Hirokazu Kore-eda pot semblar modesta al principi, però aquest drama familiar fa un encanteri delicat i fascinant". Metacritic va classificar la pel·lícula en un 89%, basant-se en 21 ressenyes. En una revisió del Chicago Sun-Times, Roger Ebert va donar quatre estrelles a l'obra i va afirmar que Koreeda és hereu de Yasujirō Ozu. Trevor Johnston de Sight & Sound va escriure que "un posiciona  Still Walking  en el firmament dels assoliments cinematogràfics del Japó, una cosa és segura: és allí amb els mestres."
D'altra banda, a Espanya, Alberto Bermejo del diari El Mundo comentava que "El millor: La fluïdesa d'una narració en la qual sembla reflectir-se una quotidianitat inundada de matisos."